# Hermann Lutz (Politiker)
Hermann Lutz (* 22. März 1892 in Heidenheim; † 4. August 1959 in Oettingen) war ein deutscher Politiker (BBB, CSU). Er gehörte dem Bayerischen Landtag in der Weimarer Republik von 1919 bis 1920 und von 1928 bis 1932 an. Nach dem Krieg war er von 1949 bis 1958 erneut Mitglied des Bayerischen Landtags.

## Leben
Hermann Lutz wuchs als Sohn des Brauereibesitzers, Reichstags- und Landtagsabgeordneten Friedrich Lutz auf. Im Anschluss an seine Schullaufbahn absolvierte er eine kaufmännische Lehre. Im Ersten Weltkrieg wurde er im Infanterie-Leib-Regiment eingesetzt, 1917 wurde er entlassen, nachdem er zum vierten Mal schwer verwundet wurde. Später zog er, wie sein Vater, nach Oettingen, wo er ab 1919 als Landwirt und Kaufmann tätig war. Daneben bekleidete er beim Bayerischen Bauernverband das Amt des Bezirksobmanns im Landkreis Nördlingen.

## Politik
Ende 1918 wurde Lutz über den Parlamentarischen Bauernrat in den Provisorischen Nationalrat berufen. Bei der darauffolgenden Wahl zog er in den ersten Landtag in der Weimarer Republik ein, welcher bis 1920 bestand. 1928 wurde Lutz erneut in den Landtag gewählt, aus dem er nach dem Ende der Wahlperiode 1932 ausschied.
1945 wurde Lutz zum Bürgermeister von Oettingen gewählt, in diesem Amt wurde er 1946 und 1948 bestätigt. 1949 gehörte er der ersten Bundesversammlung an, welche Theodor Heuss zum Bundespräsidenten wählte. Am 30. Dezember 1949 rückte er in den Bayerischen Landtag nach. Bei der Wahl 1950 gewann er das Direktmandat im Stimmkreis Donauwörth, Nördlingen-Stadt und -Land, welches er 1954 verteidigen konnte. Nach der Wahl 1958 schied er aus dem Landtag aus.